# Filbert Bayi

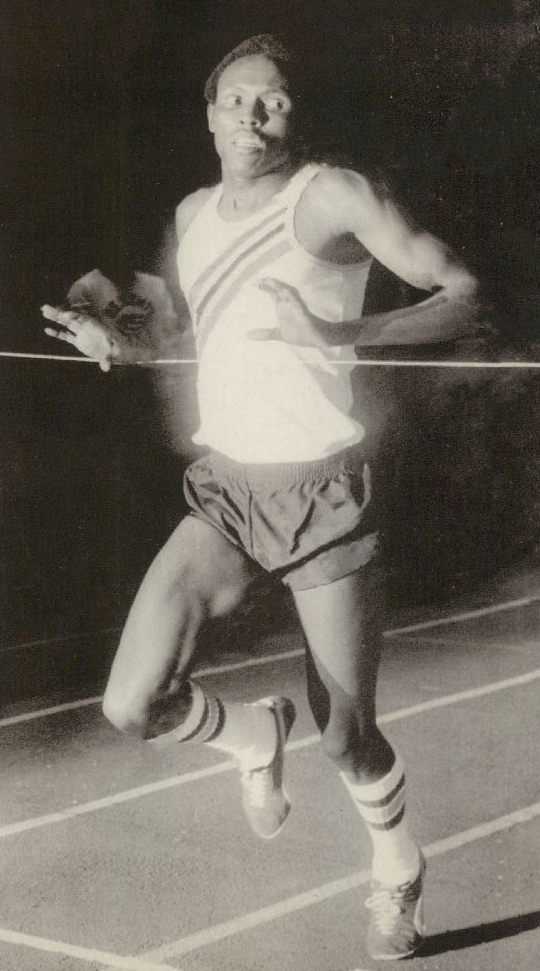
Filbert Bayi, maj 1975

Filbert Bayi, född den 23 juni 1953 i Karutu, Tanzania, är en tanzanisk friidrottare inom medeldistans- och hinderlöpning.
Han tog OS-silver på 3 000 meter hinder vid friidrottstävlingarna 1980 i Moskva. 
Han slog också världsrekordet på 1.500 meter med tiden 3.32,2 vid Samväldesspelen i Christchurch, Nya Zeeland, den 2 februari 1974. Detta rekord slogs 1979 av Sebastian Coe. 
Bayi var en av de två huvudfavoriterna på 1.500 meter vid OS i Montreal 1976, men hindrades att delta på grund av att Tanzania liksom nästan alla andra afrikanska länder bojkottade OS. 